# Acoblament de remolc

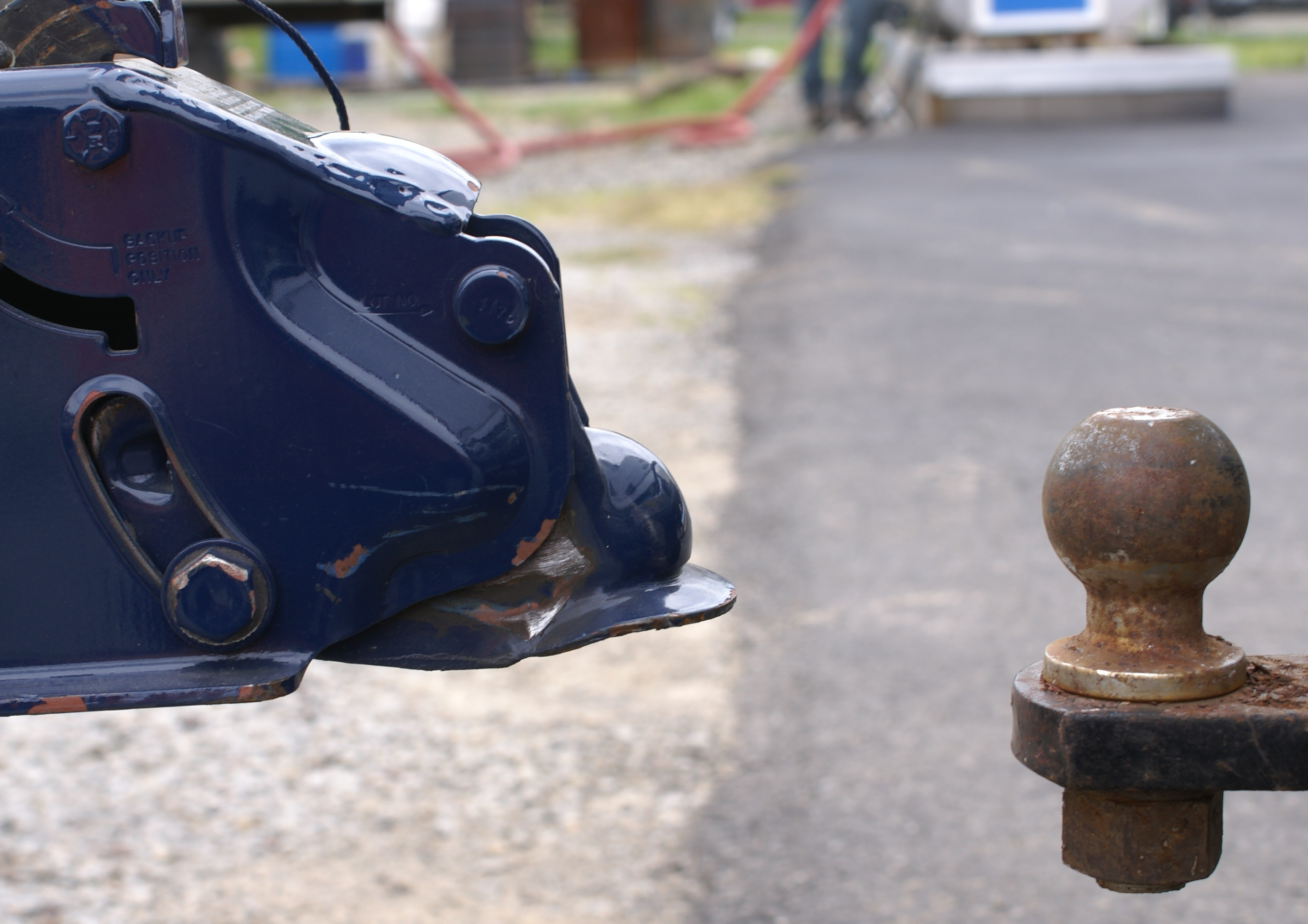
Acoblament de remolc de bola

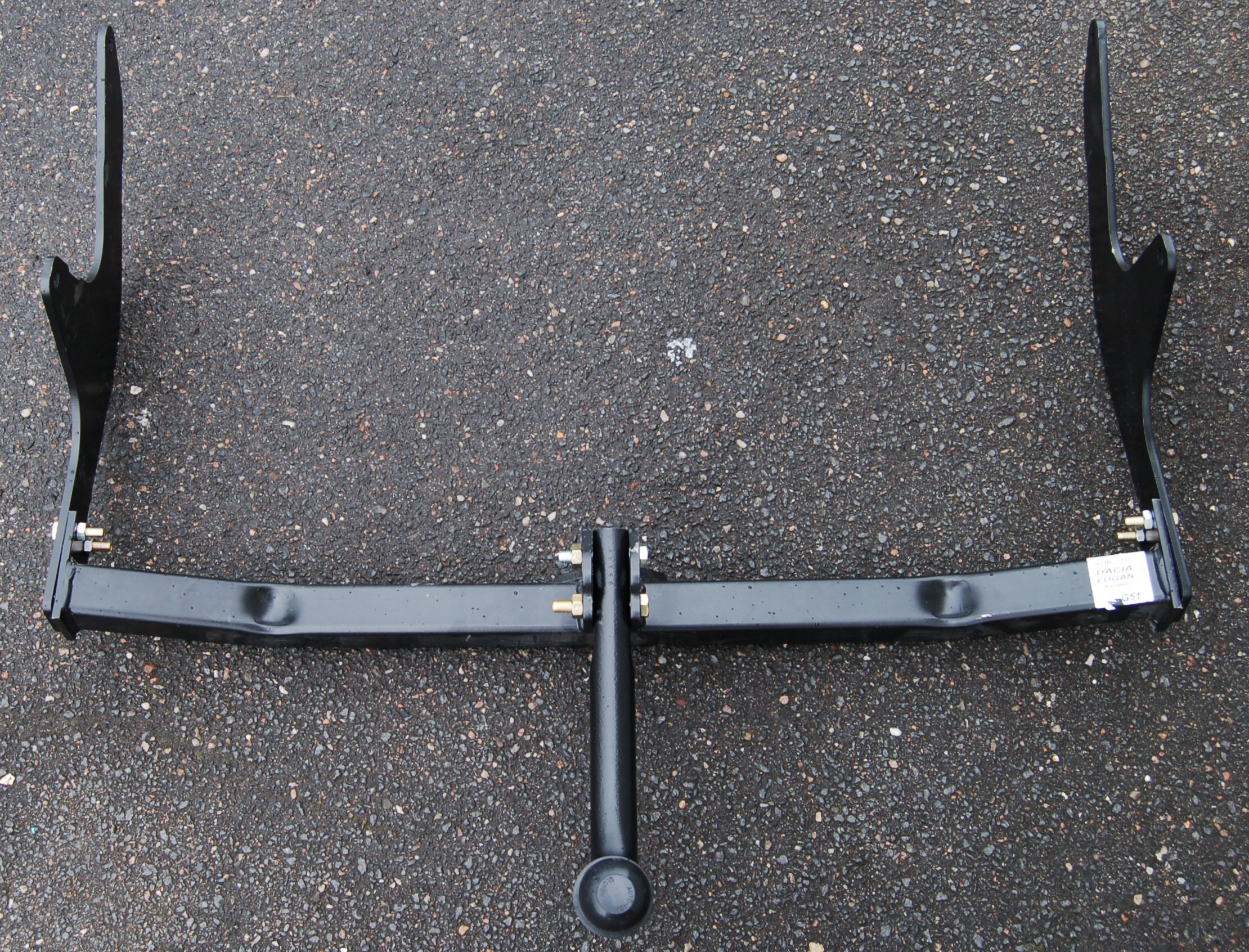
Kit suport de bola per remolc

L'acoblament de remolc és un suport mecànic estàtic, que va muntat integralment amb el bastidor d'un vehicle de manera que permet unir-lo a un remolc per actuar com vehicle tractor. En els vehicles de carrosseria auto-portant cal collar-lo amb una superfície prou gran per a poder repartir l'esforç entre uns quants punts de tracció.
En aquest suport s'hi pot inserir el mecanisme d'acoblament del remolc (l'argolla, la cavitat per a la bola, etc..), quedant assegurats els dos elements en la seva posició de treball mitjançant un sistema de retenció adequat. Aquest sistema de bloqueig ha de permetre girar un cert angle, cap ambdós costats i amunt i avall, per tal d'adaptar-se als canvis de direcció del conjunt vehicle-remolc.

## Característiques

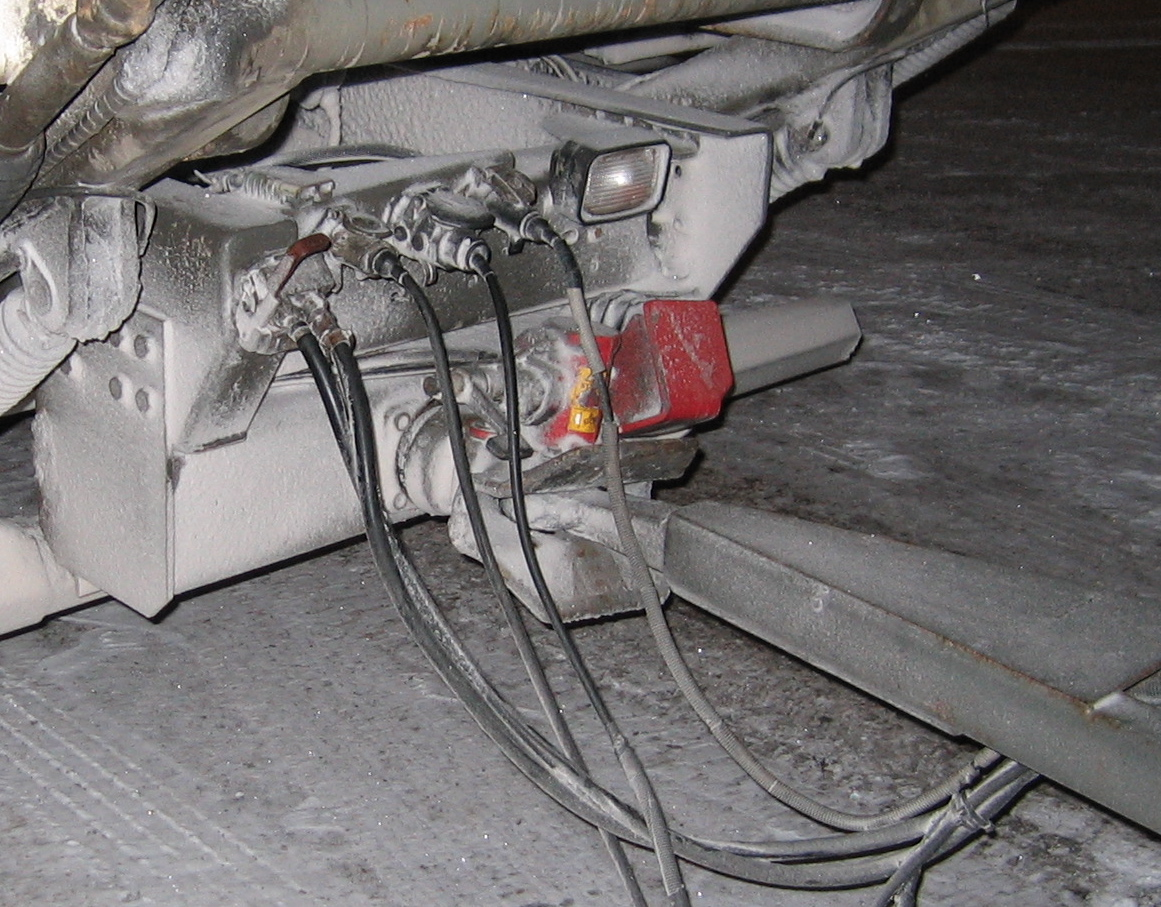
Acoblament d'un camió amb connectors elèctrics i pneumàtics

En general, al costat de l'acoblament de remolc hi ha una presa de corrent que connecta amb paral·lel els llums del vehicle amb els llums del remolc (llums de posició, llums de fre, intermitents, marxa enrere, llum de matrícula). A part d'aquest connector en els camions moderns també hi ha una connexió addicional amb el circuit pneumàtic del vehicle que permet l'ús del fre pneumàtic.
En els vehicles de passatgers l'acoblament és molt simplificat en comparació amb el dels vehicles pesants, per raó del menor pes del remolc, i en alguns casos també és fàcilment extraïble. En la majoria de casos el sistema de frens no necessita extensions connectades al remolc, ja que s'utilitza un mecanisme de repulsió, que actua amb la força exercida per la inèrcia del remolc sobre el propi ganxo.

## Aplicacions

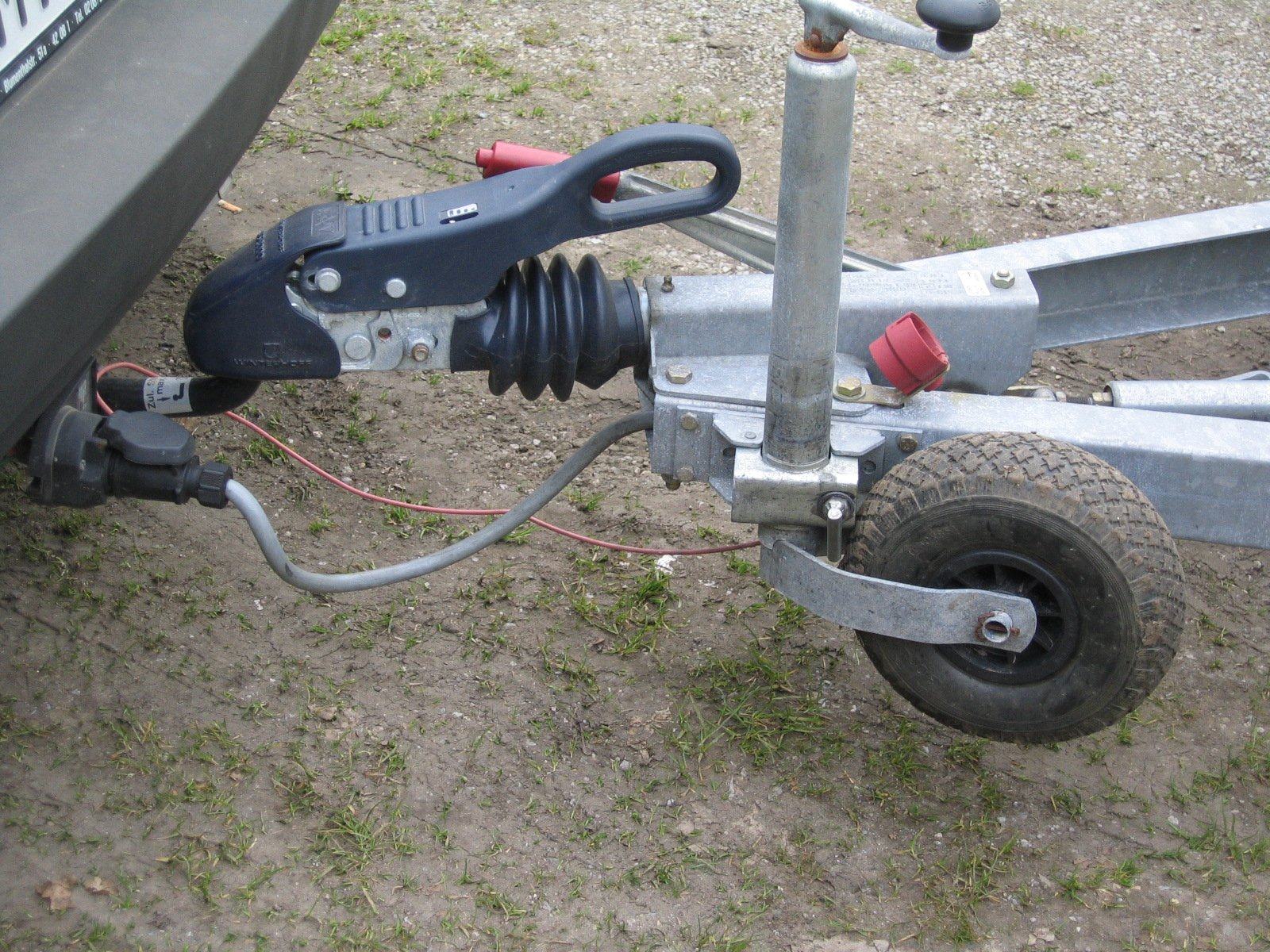
Remolc acoblat a una bola

Els usos més típics consisteixen en enganxar remolcs o vehicles d'esbarjo darrere d'un cotxe (típicament caravanes o tendes de campanya plegables amb rodes), darrere d'un camió per a convertir-lo en un Euro-combi o a un tractor agrícola per poder arrossegar maquinària agrícola de tots tipus, així com els remolcs clàssics, un altre ús és molt menys comú en motocicletes, en què el remolc pot ser d'una sola roda o de dues.
En el cas de les motocicletes, el sistema és similar al dels cotxes i camions, però l'acoblament emprat ha d'assegurar dos graus de llibertat de rotació en el cas d'utilitzar remolcs d'una sola roda, mentre que en el cas de remolcs de dues rodes té els mateixos tres graus de llibertat que el de cotxes i camions.

## Tipus d'acoblament
Entre la gran varietat d'acoblaments cal destacar:
Acoblament d'argolla i passador,
- És el model que es podria dir "històric", instal·lat a molts camions, i utilitzable amb gran quantitat de remolcs.Tot i la seva senzillesa està compost d'uns elements que redueixen la possibilitat d'alliberament accidental del remolc.

Acoblament de bola
- És la solució més comuna per als turismes, que es caracteritza per una peça del remolc amb palanca de serratge, que connecta amb la bola.

Acoblament de forrellat per camions
- Semblant al sistema històric d'argolla i passador però modernitzat, Té també uns elements que redueixen la possibilitat d'alliberament accidental del remolc, però hi han diferents varietats i alguns models no són compatibles entre si.

Acoblament de ganxo (militar)
- És una solució molt utilitzada a l'entorn militar (vegeu foto GAZ-69), que és caracteritzat per una peça superior basculant que assegura la connexió del remolc

Acoblament de seguretat
- Sistema de seguretat utilitzat típicament en el servei ferroviari, com ara el sistema automatitzat Janney i similars.

Acoblament de plataforma
- Sistema emprat normalment per connectar els tràilers amb remolcs d'alt tonatge per múltiples aplicacions..

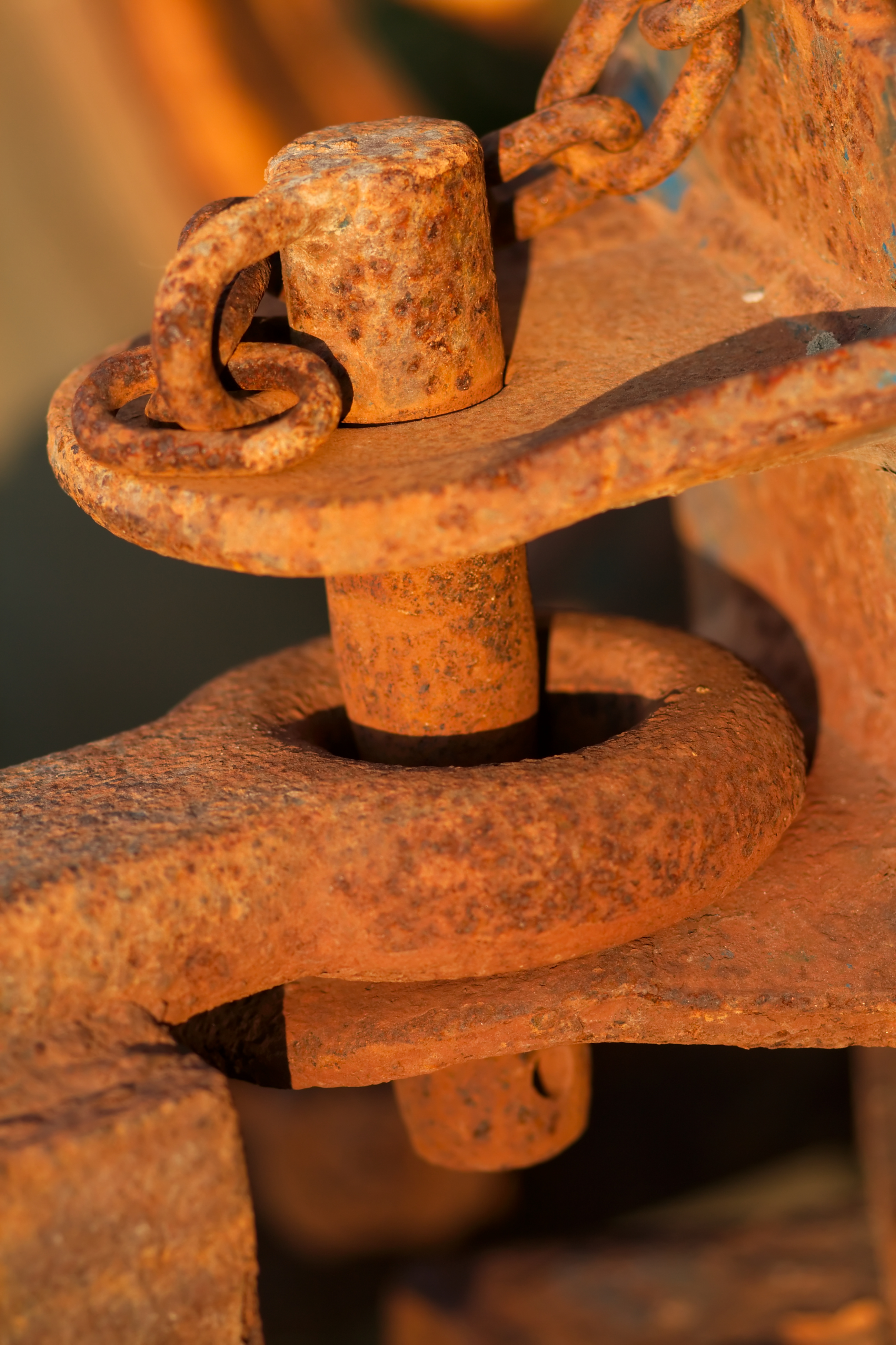
Acoblament històric d'argolla i passador
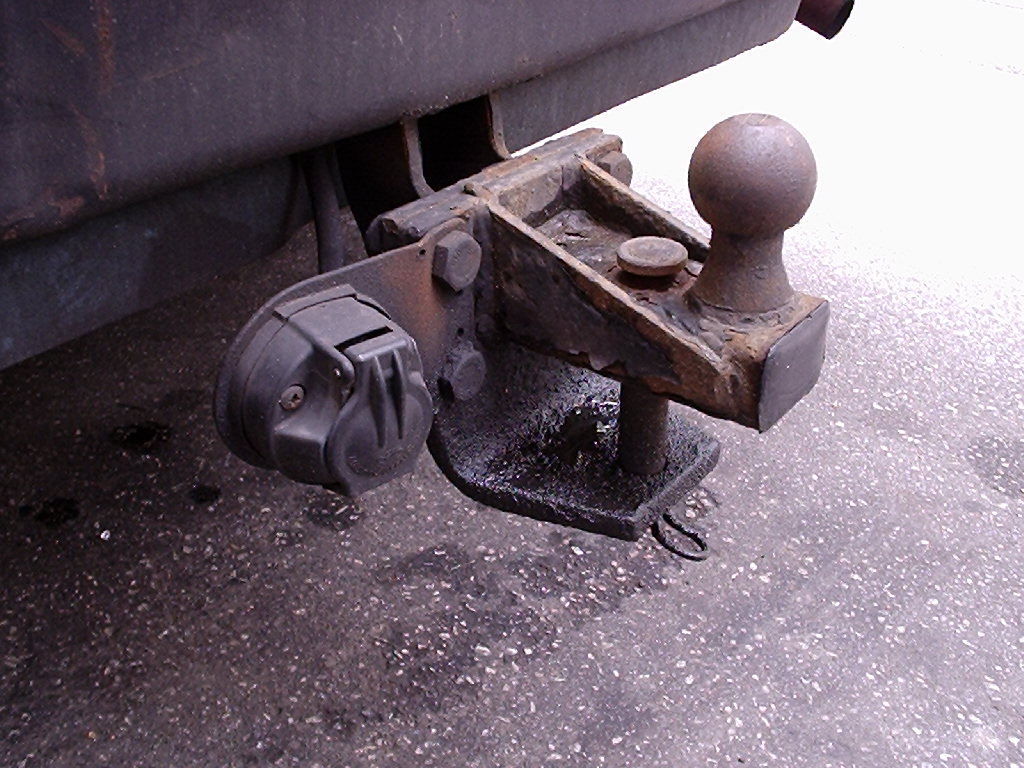
Acoblament de bola (amb connector elèctric)
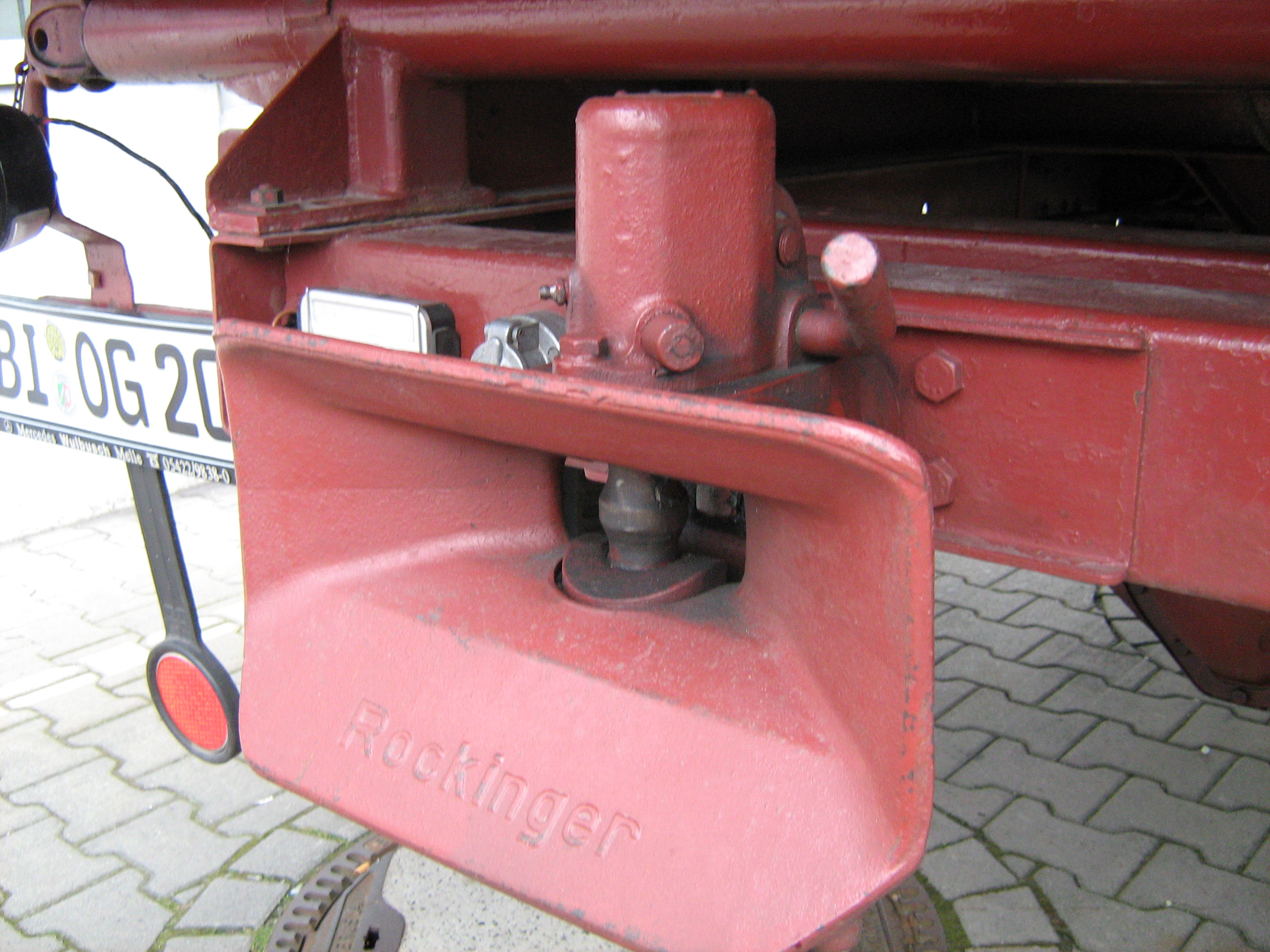
Acoblament de forrellat per camions
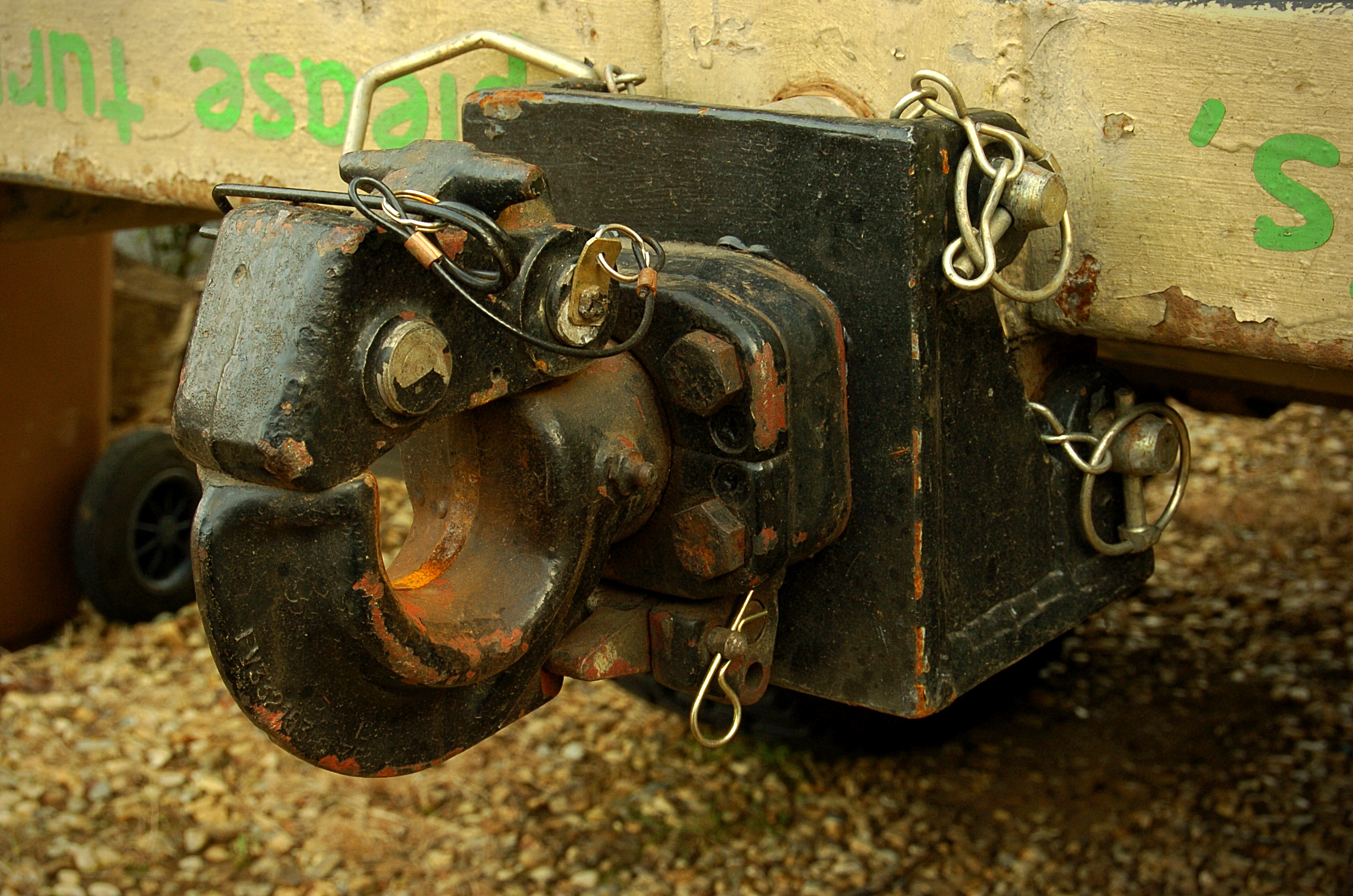
Acoblament militar de ganxo (GAZ-69)
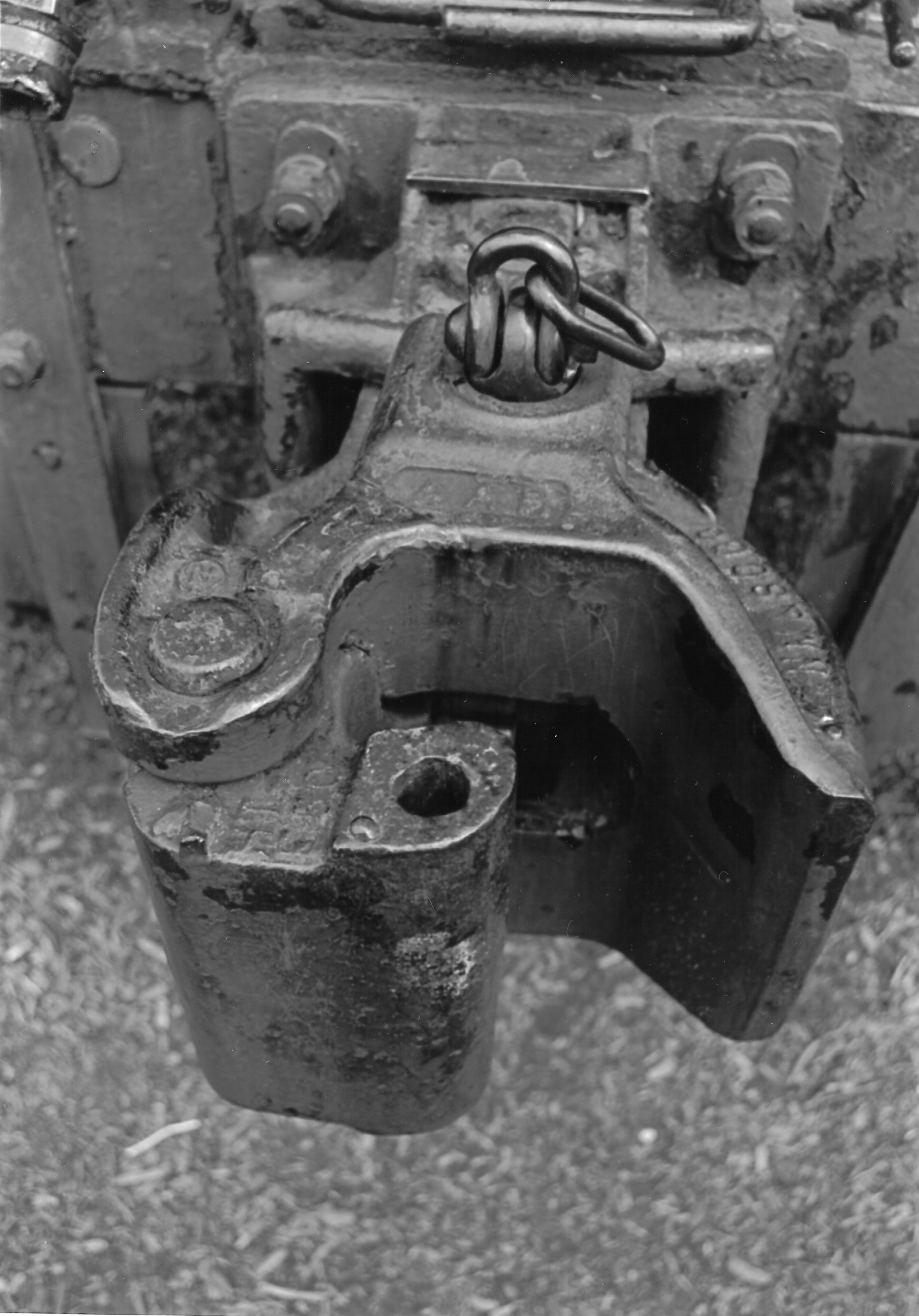
Acoblament Janney AAR del tipus E
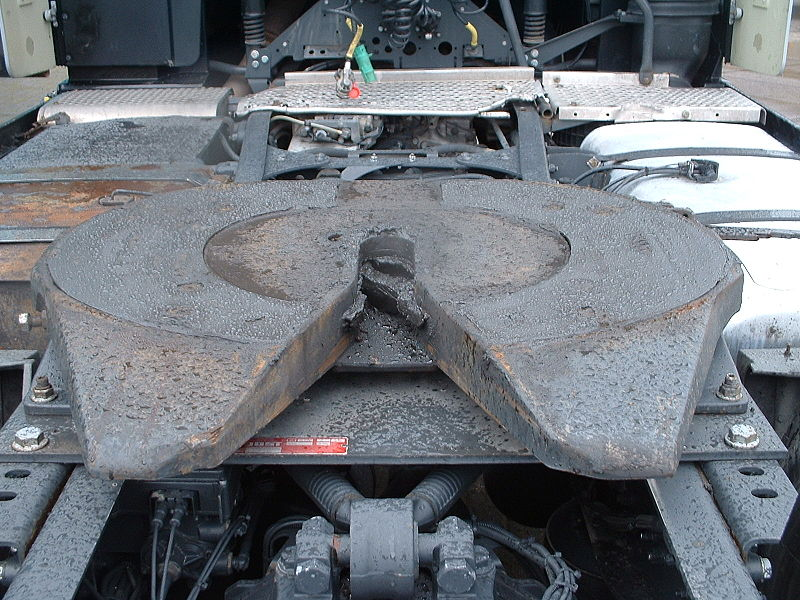
Acoblament de plataforma per tràilers